# Pseudosnitt
Inom mängdteori, en del av matematiken, är ett pseudosnitt av en familj av mängder en oändlig mängd S så att varje element av familjen innehåller alla utom ett ändligt antal av elementen av S. Pseudosnittalet, ibland betecknad med 𝔭, är den minsta storleken av en familj av oändliga delmängder av naturliga talen som har den starka ändliga snittegenskapen men har inget pseudosnitt.